# هانا روس
هانا روس (بالإنجليزية: Hannah Ross)‏ هي دراجة أمريكية، ولدت في 28 يناير 1990.

## وصلات خارجية
- هانا روس على موقع الاتحاد الدولي للدراجات (الإنجليزية)
- هانا روس على موقع إحصائيات الدراجات الإحترافية (الإنجليزية)
- هانا روس على موقع نسبة الدراجات (الإنجليزية)
- هانا روس على موقع اللجنة الأولمبية والبارالمبية الأمريكية (الإنجليزية)